# The Lutheran Hymnal

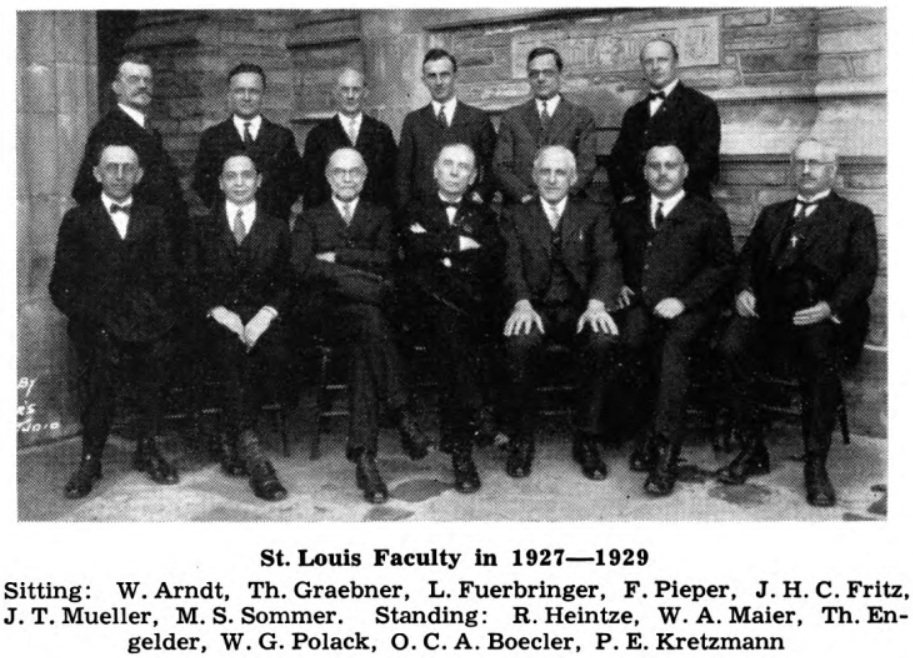
WG Polack, redaktören för The Lutheran Hymnal, står på bakre raden, fjärde från vänster.

The Lutheran Hymnal ( TLH ) är en av Missourisynodens (LCMS) officiella psalmböcker. Den publicerades år 1941 av Concordia Publishing House i St. Louis, Missouri och var LCMS:s andra officiella engelskspråkiga psalmbok (den ersatte den Evangeliska Lutherska Psalmboken från 1912). Framtagandet av TLH började 1929 som ett samarbete mellan kyrkorna i den evangelisk-lutherska synodalkonferensen i Nordamerika och den blev den gemensamma psalmboken för både LCMS och Wisconsin Evangelical Lutheran Synod (WELS). TLH innehåller 668 koraler, psalmer, julsånger och sånger samt liturgin för olika gudstjänster. Språket i TLH ansluter till den gamla bibelöversättningen "King James Version" från 1700-talet med ålderdomliga verbformer och pronomen.  TLH blev synnerligen populär och älskad i den lutherska kyrkan i Nordamerika, och den används fortfarande i många konservativa, lutherska församlingar trots att det kommit nyare psalmböcker. 